# Unité urbaine de Poitiers
L'unité urbaine de Poitiers est une unité urbaine française centrée sur la ville de Poitiers, préfecture et ville principale de la Vienne, en région Nouvelle-Aquitaine.
Elle fait partie de la catégorie des grandes agglomérations urbaines de la France, c'est-à-dire ayant plus de 100 000 habitants.

## Données générales
En 1975, l'unité urbaine de Poitiers regroupait 6 communes urbaines (outre Poitiers, la ville-centre, Biard, Buxerolles, Jaunay-Clan, Migné-Auxances et Saint-Benoit) et dépassait pour la première fois le seuil des 100 000 habitants. Elle atteignait tout juste 100 235 habitants et se classait au 3e rang des unités urbaines de Poitou-Charentes, distancée de très peu par les unités urbaines de La Rochelle (100 649 habitants) et d'Angoulême (100 529 habitants).
Au recensement suivant, en 1982, l'unité urbaine de Poitiers a incorporé la commune de Chasseneuil-du-Poitou, permettant à cette agglomération de rester au-dessus des 100 000 habitants, recensant alors 103 204 habitants. Elle était alors la 2e unité urbaine de Poitou-Charentes, précédée de très peu par l'unité urbaine d'Angoulême qui, avec 103 552 habitants, était la plus peuplée de la région.
Dans le zonage réalisé par l'Insee en 1999, l'unité urbaine était composée de huit communes, incorporant une huitième commune, Mignaloux-Beauvoir et enregistrant 119 371 habitants.
Dans le zonage réalisé en 2010, l'unité urbaine était composée de huit communes. Lors de cette nouvelle délimitation, l'unité urbaine ne s'est pas agrandie, mais la commune de Vouneuil-sous-Biard a remplacé celle de Mignaloux-Beauvoir.
Au 1er janvier 2019, Jaunay-Clan devient Jaunay-Marigny en fusionnant avec Marigny-Brizay, située hors de l'unité urbaine, intégrant ainsi le territoire de Marigny-Brizay, soit 20,81 km2, et enregistrant par la même occasion une augmentation de 1 326 habitants.
Dans le nouveau zonage réalisé en 2020, elle est composée des huit mêmes communes.
En 2022, avec 133 833 habitants, elle représente la 1re unité urbaine du département de la Vienne et occupe le 6e rang dans la région Nouvelle-Aquitaine. Elle occupe le 52e rang au niveau national.
En 2022, sa densité de population s'élève à 693 hab/km2. Par sa superficie, elle ne représente que 3,62 % du territoire départemental mais, par sa population, elle regroupe 30,51 % de la population du département de la Vienne.

Agglomérations de plus de 100000 habitants en France en 2022.

## Composition 2020 de l'unité urbaine
Elle est composée des huit communes suivantes :
| Nom                     | Code Insee | Département | Statut       | Superficie (km2) | Population (dernière pop. légale) | Densité (hab./km2) | Modifier                                    |
| ----------------------- | ---------- | ----------- | ------------ | ---------------- | --------------------------------- | ------------------ | ------------------------------------------- |
| Poitiers (ville-centre) | 86194      | Vienne      | ville-centre | 42,11            | 89 472 (2022)                     | 2 125              | modifier les données · modifier les données |
| Biard                   | 86027      | Vienne      | banlieue     | 7,47             | 1 908 (2022)                      | 255                | modifier les données · modifier les données |
| Buxerolles              | 86041      | Vienne      | banlieue     | 9,10             | 10 253 (2022)                     | 1 127              | modifier les données · modifier les données |
| Chasseneuil-du-Poitou   | 86062      | Vienne      | banlieue     | 17,61            | 4 776 (2022)                      | 271                | modifier les données · modifier les données |
| Jaunay-Marigny          | 86115      | Vienne      | banlieue     | 48,29            | 7 597 (2022)                      | 157                | modifier les données · modifier les données |
| Migné-Auxances          | 86158      | Vienne      | banlieue     | 28,96            | 6 276 (2022)                      | 217                | modifier les données · modifier les données |
| Saint-Benoît            | 86214      | Vienne      | banlieue     | 13,58            | 7 306 (2022)                      | 538                | modifier les données · modifier les données |
| Vouneuil-sous-Biard     | 86297      | Vienne      | banlieue     | 25,98            | 6 245 (2022)                      | 240                | modifier les données · modifier les données |

## Évolution démographique
| 1968   | 1975    | 1982    | 1990    | 1999    | 2006    | 2011    | 2016    | 2022    |
| ------ | ------- | ------- | ------- | ------- | ------- | ------- | ------- | ------- |
| 90 195 | 105 253 | 106 978 | 110 084 | 121 125 | 128 567 | 129 348 | 130 853 | 133 833 |

#### Données générales
- Unité urbaine en France
- Aire d'attraction d'une ville
- Liste des unités urbaines de France

#### Données démographiques en rapport avec l'unité urbaine de Poitiers
- Aire d'attraction de Poitiers
- Arrondissement de Poitiers

#### Données démographiques en rapport avec la Vienne
- Démographie de la Vienne